# 钝角金星蕨
钝角金星蕨（学名：Parathelypteris angulariloba）为金星蕨科金星蕨属下的一个种。

## 扩展阅读
維基物種上的相關：钝角金星蕨